# Paradelphacodes paludosa
Paradelphacodes paludosa är en insektsart som först beskrevs av Flor 1861.  I den svenska databasen Dyntaxa används istället namnet Paradelphacodes paludosus. Paradelphacodes paludosa ingår i släktet Paradelphacodes och familjen sporrstritar. Arten är reproducerande i Sverige. Inga underarter finns listade i Catalogue of Life.